# Para-Taekwondo-Pumsae-Weltmeisterschaften 2024
Die 1. Para-Taekwondo-Pumsae-Weltmeisterschaften des internationalen Sportverbandes World Taekwondo fanden vom 26. bis zum 27. November 2024 in Riffa, Bahrain, in der „Isa Sports City“ statt.
Die Veranstaltung wurde vom Nationalen Paralympischen Komitee Bahrains in Zusammenarbeit mit der „Bahrain Sports Federation for Disabilities“ ausgerichtet und von World Taekwondo organisiert. Die Para-Pumsae-Weltmeisterschaften wurden zum ersten Mal in Bahrain ausgetragen und sind als G-14-Event klassifiziert.

Es war auch das erste Mal, dass die Para-Pumsae-Weltmeisterschaften als eigenständige Veranstaltung durchgeführt wurden, da sie bis einschließlich 2023 Teil der Para-Weltmeisterschaften im Taekwondo waren, bei welchen sowohl Kyorugi- als auch Pumsae-Wettkämpfe stattfanden; zuletzt waren dies 2023 die 10. Para-Taekwondo-Weltmeisterschaften in Veracruz. Daher trug das Turnier 2024 den Namen 1st World Para Taekwondo Poomsae Championships, deutsch: Die 1. Para-Taekwondo-Pumsae-Weltmeisterschaften.

## Medaillenspiegel
| Platz | Land                           | Gold | Silber | Bronze | Gesamt |
| ----- | ------------------------------ | ---- | ------ | ------ | ------ |
| 1     | Marokko                        | 3    | 1      | 1      | 5      |
| 2     | Kroatien                       | 2    | 1      | 4      | 7      |
| 3     | Vereinigtes Königreich         | 2    | 1      | 0      | 3      |
| 4     | Indien                         | 1    | 4      | 8      | 13     |
| 5     | Bahrain                        | 1    | 2      | 3      | 6      |
| 6     | Mexiko                         | 1    | 1      | 3      | 5      |
| 7     | Kolumbien                      | 1    | 1      | 1      | 3      |
| 8     | Australien                     | 1    | 1      | 0      | 2      |
| 9     | Griechenland                   | 1    | 0      | 2      | 3      |
| 10    | Deutschland                    | 1    | 0      | 0      | 1      |
| 10    | Irak                           | 1    | 0      | 0      | 1      |
| 10    | Singapur                       | 1    | 0      | 0      | 1      |
| 11    | Kasachstan                     | 0    | 1      | 1      | 2      |
| 11    | Saudi-Arabien                  | 0    | 1      | 1      | 2      |
| 11    | Vereinigte Arabische Emirate   | 0    | 1      | 1      | 2      |
| 12    | Individuelle Neutrale Athleten | 0    | 1      | 0      | 1      |
| 13    | Slowakei                       | 0    | 1      | 0      | 1      |
| 14    | Belgien                        | 0    | 0      | 0      | 0      |
| 14    | Ungarn                         | 0    | 0      | 0      | 0      |
| 14    | Mosambik                       | 0    | 0      | 0      | 0      |
| 14    | Palästina                      | 0    | 0      | 0      | 0      |
| 14    | Polen                          | 0    | 0      | 0      | 0      |

## Ergebnisse: Traditionelle Pumsae

### Herren
| Disziplin | Gold                            | Silber                           | Bronze                          |
| --------- | ------------------------------- | -------------------------------- | ------------------------------- |
| P72       | Moorthy Thirupathi              | Kathir Hanasekaran               |                                 |
| P72       | Moorthy Thirupathi              | Kathir Hanasekaran               |                                 |
| P53       | Mahesh Angadi                   |                                  |                                 |
| P53       | Mahesh Angadi                   |                                  |                                 |
| P52       | Madsen Marius                   | Rajendran Rajkumar               | Aman Kumar                      |
| P52       | Madsen Marius                   | Rajendran Rajkumar               | Malek Ali A. Alsahrai           |
| P51       | E. Goutham Yadav                |                                  |                                 |
| P51       | E. Goutham Yadav                |                                  |                                 |
| P34       | Arndt Mallepree                 | Anand Dhonde                     | Ivan Casarrubias Mendoza        |
| P34       | Arndt Mallepree                 | Anand Dhonde                     |                                 |
| P33       | Leon Bozo Skravan               | Filip Cimas                      | Mohamed Jasim                   |
| P33       | Leon Bozo Skravan               | Filip Cimas                      | Karen Ovsepya                   |
| P32       | Khandoouch Ayoub                | Anouar Sellami                   | Jeetin Kumar Bishnoi            |
| P32       | Khandoouch Ayoub                | Anouar Sellami                   |                                 |
| P31       | Bilal El Khattabi               | Abzal Akhmetkerey                | Domagoj Vujcic                  |
| P31       | Bilal El Khattabi               | Abzal Akhmetkerey                | Patel Pritesh Rakeshbhai        |
| P23       | Gabriel Josafat Solano Castillo | Dominic Barow                    | Bruno Zivkovic                  |
| P23       | Gabriel Josafat Solano Castillo | Dominic Barow                    | Nikolaos Kyprianos Milanos      |
| P22       | Stipe Baric                     | Juan Arturo Plasencia Bustamante | Daniel Restrepo Bedoya          |
| P22       | Stipe Baric                     | Juan Arturo Plasencia Bustamante | Angel Daniel Hernandez Cortinas |
| P21       | Bradley Brockies                | Kirill Arutiunov                 | Mateo Skara                     |
| P21       | Bradley Brockies                | Kirill Arutiunov                 | Jesus Alfredo Lagunas Ceballos  |

### Damen
| Disziplin | Gold                            | Silber                     | Bronze                |
| --------- | ------------------------------- | -------------------------- | --------------------- |
| P72       | Zaina Albalooshi                | Aruna Sivakumar            | Enbatamizhi Sivakumar |
| P72       | Zaina Albalooshi                | Aruna Sivakumar            | Radha Sivakumar       |
| P52       | Qusran Mohammed Oleiwi          | Warda Hassan               | Pinki                 |
| P52       | Qusran Mohammed Oleiwi          | Warda Hassan               | Sara Hassan           |
| P51       | Dimitria Korokida               | Rooba Alomari              | Anandhi Kulanthaisamy |
| P51       | Dimitria Korokida               | Rooba Alomari              |                       |
| P34       | Janine Watson                   | Jane Bedford               | Eleni Nestora         |
| P34       | Janine Watson                   | Jane Bedford               | Rinchen Youdol        |
| P33       | Aya Baali                       | Nemat Kaur                 | Nadia Rabii           |
| P33       | Aya Baali                       | Nemat Kaur                 |                       |
| P32       | Krishma Rawat                   | Maha Mohammed S. Alanazi   |                       |
| P32       | Krishma Rawat                   | Maha Mohammed S. Alanazi   |                       |
| P31       | Ivona Budiscak                  | Senada Halilcevic          |                       |
| P31       | Ivona Budiscak                  | Senada Halilcevic          |                       |
| P22       | Luisa Fernanda Restrepo Gallego | Noora Zainal               | Rawan Alsaad          |
| P22       | Luisa Fernanda Restrepo Gallego | Noora Zainal               | Adriana Beresova      |
| P21       | Summer Waheed                   | Sandra Milena Gomez Duanca | Yasmeen Fekri         |
| P21       | Summer Waheed                   | Sandra Milena Gomez Duanca | Biserka Sambol        |

## Weiterführende Informationen
Ebenfalls im Jahr 2024 wurden die Pumsae-Weltmeisterschaften ausgetragen. Diese als separate Veranstaltung durchgeführten Wettbewerbe fanden vom 30. November bis zum 4. Dezember in Hongkong statt.